# L'Aquila Calcio 1997-1998
Questa voce raccoglie le informazioni riguardanti la società sportiva L'Aquila Calcio nelle competizioni ufficiali della stagione 1997-1998.

## Stagione
Per L'Aquila Calcio, la stagione 1997-1998 è stata la 4ª e ultima disputata nel Campionato Nazionale Dilettanti e la 15ª complessiva nel quinto livello del campionato di calcio italiano, considerando anche la continuità con la Serie D e l'Interregionale.
Durante l'estate la società cambiò nuovamente ragione sociale passando da Gruppo Sportivo L'Aquila Calcio alla sola denominazione L'Aquila Calcio. La squadra venne affidata al tecnico emergente Stefano Sanderra che si avvalse anche della collaborazione del fratello Luca. Partiti senza particolari ambizioni, i rossoblù disputarono un campionato di vertice sin dalle prime giornate, conquistando immediatamente la vetta e difendendola dagli assalti della Sambenedettese prima e del Rieti poi. I laziali in particolare cedettero il passo solo all'ultima giornata, quando L'Aquila si impose 0-3 in trasferta contro il già retrocesso Pineto e conquistò la matematica certezza della promozione.
Il campionato fu il secondo vinto dai rossoblù, l'unico conquistato senza dover disputare spareggi finali; inoltre, la quota di 74 punti conquistati quell'anno - frutto di ben 21 vittorie, 11 pari e solo 2 sconfitte - è la più alta mai realizzata dall'Aquila Calcio in tutta la sua storia.
In virtù di questo risultato, gli abruzzesi si qualificarono per gli spareggi che assegnavano lo Scudetto Dilettanti; dopo aver vinto il girone iniziale battendo il Faenza e il Gubbio dell'ex tecnico rossoblù Leonardo Acori, L'Aquila venne sconfitta in semifinale dalla Sanremese che si impose con il punteggio complessivo di 6-3 (4-1 in Liguria e 2-2 al Tommaso Fattori).

## Rosa
| N. |                   | Ruolo | Calciatore              |
| -- | ----------------- | ----- | ----------------------- |
|    | Italia (bandiera) | P     | Daniele Ferrante        |
|    | Italia (bandiera) | P     | Marco Onesti            |
|    | Italia (bandiera) | D     | Giuseppe Agosto         |
|    | Italia (bandiera) | D     | Alessandro Cagnale      |
|    | Italia (bandiera) | D     | Francesco D'Angelosante |
|    | Italia (bandiera) | D     | Marco Desideri          |
|    | Italia (bandiera) | D     | Cristian Galliani       |
|    | Italia (bandiera) | D     | Maurizio Ianni          |
|    | Italia (bandiera) | D     | Gianluca Pacioni        |
|    | Italia (bandiera) | D     | Stefano Tomasettig      |
|    | Italia (bandiera) | C     | Cristian Becchetti      |
|    | Italia (bandiera) | C     | Domenico Dalmazio       |

| N. |                      | Ruolo | Calciatore         |
| -- | -------------------- | ----- | ------------------ |
|    | Italia (bandiera)    | C     | Rosalbino De Marco |
|    | Italia (bandiera)    | C     | Simone Di Legge    |
|    | Italia (bandiera)    | C     | Carmine Di Napoli  |
|    | Italia (bandiera)    | C     | Luca Galuppi       |
|    | Argentina (bandiera) | C     | Aldo Sanchez       |
|    | Italia (bandiera)    | C     | Ivan Timeus        |
|    | Italia (bandiera)    | A     | Gianni Boccia      |
|    | Italia (bandiera)    | A     | Marcello Cocco     |
|    | Italia (bandiera)    | A     | Vincenzo Cosa      |
|    | Italia (bandiera)    | A     | Giorgio Crielesi   |
|    | Italia (bandiera)    | A     | Pasquale Gagliardi |
|    | Italia (bandiera)    | A     | Osvaldo Mannucci   |

## Risultati

### Poule Scudetto

#### Fase eliminatoria a gironi
| L'Aquila 21 maggio 1998 Turno preliminare - 2ª giornata | L'Aquila  | 1 – 0 | Faenza | Stadio Tommaso Fattori |
| \| \| \| \| \| Boccia 24’ \| Marcatori \| \|            |           |       |        |                        |
|                                                         |           |       |        |                        |
| Boccia 24’                                              | Marcatori |       |        |                        |

| Gubbio 23 maggio 1998 Turno preliminare - 3ª giornata         | Gubbio    | 1 – 2           | L'Aquila | Stadio Pietro Barbetti |
| \| \| \| \| \| Maurizi 47’ \| Marcatori \| 24’, 62’ Boccia \| |           |                 |          |                        |
|                                                               |           |                 |          |                        |
| Maurizi 47’                                                   | Marcatori | 24’, 62’ Boccia |          |                        |

| Sanremo 31 maggio 1998 Semifinale - andata                                                 | Sanremese | 4 – 1      | L'Aquila | Stadio di Pian di Poma |
| \| \| \| \| \| Spatari 20’ Calabria 25’ Lerda 35’ Bifini 53’ \| Marcatori \| 60’ Boccia \| |           |            |          |                        |
|                                                                                            |           |            |          |                        |
| Spatari 20’ Calabria 25’ Lerda 35’ Bifini 53’                                              | Marcatori | 60’ Boccia |          |                        |

| L'Aquila 3 giugno 1998 Semifinale - ritorno                                              | L'Aquila  | 2 – 2                     | Sanremese | Stadio Tommaso Fattori |
| \| \| \| \| \| D'Angelosante 25’ Boccia 44’ \| Marcatori \| 21’ Notari 30’ Baldisseri \| |           |                           |           |                        |
|                                                                                          |           |                           |           |                        |
| D'Angelosante 25’ Boccia 44’                                                             | Marcatori | 21’ Notari 30’ Baldisseri |           |                        |